# Gevlekte dikkopmot
De gevlekte dikkopmot (Scythris cicadella) is een vlinder uit de familie dikkopmotten (Scythrididae). De wetenschappelijke naam is voor het eerst geldig gepubliceerd in 1839 door Zeller.
De soort komt voor in Europa.